# 2001
För andra betydelser, se 2001 (olika betydelser).
2001 (MMI) var ett normalår som började en måndag i den gregorianska kalendern.

## Händelser

### Januari
- 1 januari
  - Sven-Göran "Svennis" Eriksson blir förbundskapten för det engelska fotbollslandslaget.
  - För ett halvår övertar Sverige ordförandeskapet i EU. Man satsar på de tre frågorna om EU:s östutvidgning, sysselsättningen och miljön.
  - En ny, gemensam svensk namnlängd börjar gälla och ersätter den från 1901.
- 13 januari – En jordbävning i El Salvador dödar över tusen personer, och orsakar materiella skador motsvarande hälften av El Salvadors statsbudget.[1]

Wikipedia lanseras 15 januari.

- 15 januari – Wikipedia lanseras öppet efter att ha funnits några dagar på Nupedia.
- 16 januari – Musikgalan Artister mot nazister hölls i Globen, Stockholm.
- 18 januari
  - Kongo-Kinshasas president Laurent-Désiré Kabila dödas i ett attentat.
  - En elev skjuts ihjäl på en toalett på Bromma gymnasium i Sverige.

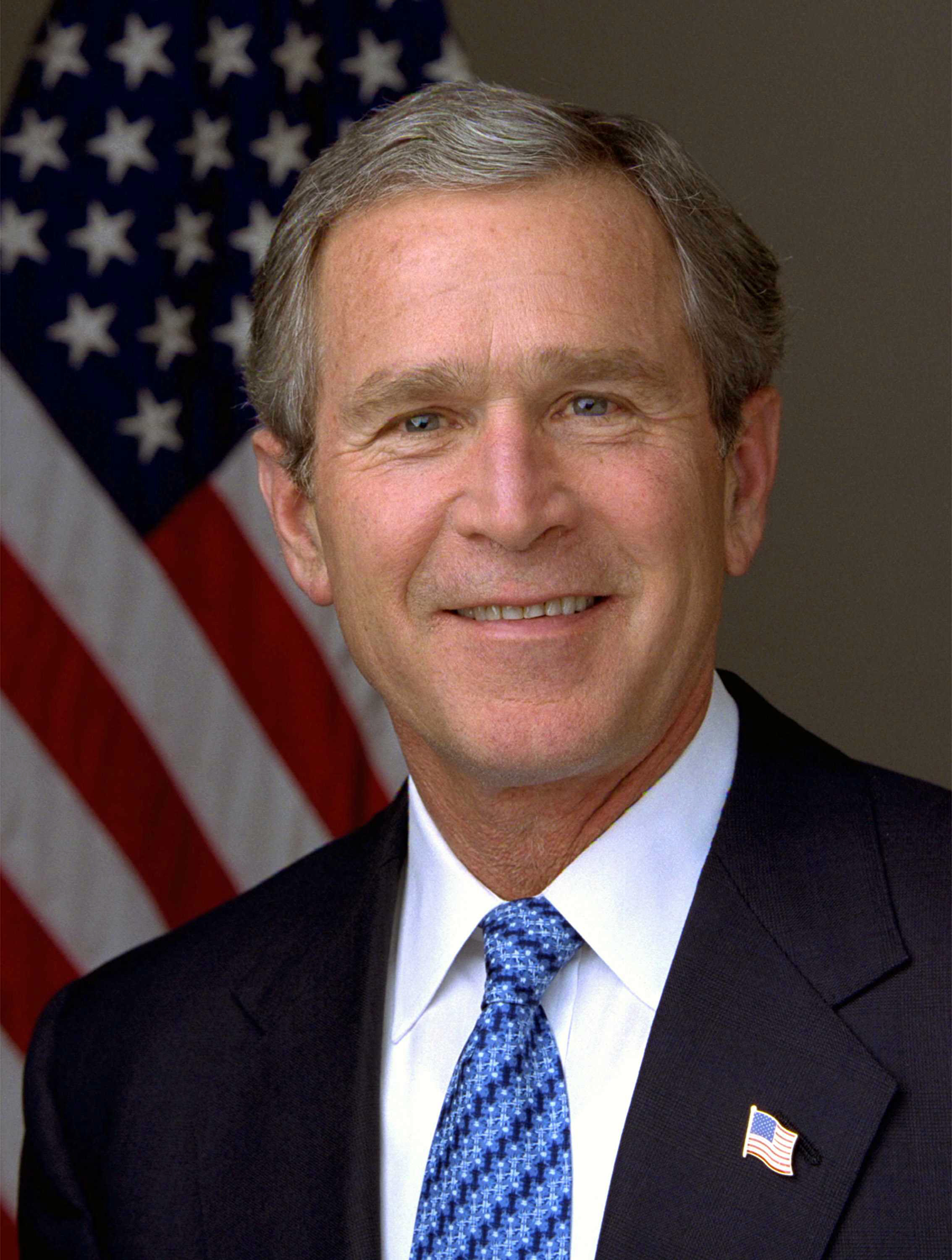
President George W. Bush tillträder.

- 19 januari – I Sverige avgår Lennart Daleus som partiledare för Centerpartiet.
- 20 januari
  - Republikanen George W. Bush efterträder Demokraten Bill Clinton som USA:s president.
  - Republikanen Dick Cheney efterträder Demokraten Al Gore som USA:s vicepresident.
- 22 januari – konflikten i Makedonien 2001 påbörjas.
- 25 januari – En 50 år gammal Douglas DC-3 störtar nära Ciudad Bolivar, Venezuela, och över 24 personer omkommer.[2].
- 26 januari – En jordbävning i Indien dödar över 50 000 personer, av vilka 60 % är barn [1].

### Februari
- 11 februari – Stadsdelen Öster i Jönköping i Sverige drabbas av en stadsbrand.[3]
- 15 februari – För att uppmärksamma de svåra förhållanden många hembiträden i Indonesien lever under instiftas Hembiträdenas dag [4].
- 20 februari – Den svenska forskningssatelliten Odin sänds upp från Sibirien.
- 14 februari – Ett nytt jordskalv i El Salvador skadar 10 000-tals personer. Totalt är nu 1,4 miljoner hemlösa efter de två skalven.[1]
- 19 februari – Galna ko-sjukan, BSE, bryter ut som en allvarlig epizooti i Storbritannien.

### Mars
- 4 mars – En bomb exploderar på BBC Television Center i London, Storbritannien. 1 skadas
- 19 mars – I Sverige väljs Maud Olofsson till partiledare för Centerpartiet vid en extra partistämma. Hon efterträder Lennart Daléus.
- 25 mars – Den 73:e oscarsgalan hålls i Shrine Auditorium i Kalifornien, USA.

### April
- 1 april – Jugoslaviens förre president Slobodan Milošević arresteras av serbiska myndigheter och sätts i husarrest. Den 28 juni utlämnas han till krigsförbrytartribunalen i Haag.
- 28 april – Sojuz TM-32 lyfter från Kosmodromen i Bajkonur, bär den första rymdturisten, Dennis Tito från USA.

### Maj
- 2 maj – Sveriges statsminister Göran Persson inleder en veckas långt officiellt besök i Nordkorea.
- 7 maj – I Banja Luka, Bosnien och Hercegovina, görs ett försök att rekonstruera Ferhadija moskén. Men ceremonin ger massupplopp av serbiska nationalister.
- 12 maj – Eurovision Song Contest 2001 äger rum i Parken, Köpenhamn där Estland vinner med Tanel Padar och Dave Benton.
- 24 maj – 16-åriga Sherpa Temba Tsheri blir den yngsta personen att bestiga Mount Everest.
- 29 maj – Vid en folkomröstning röstar invånarna på den danska ön Bornholm för att slå samman öns fem kommuner till en, och därigenom bilda Bornholms regionkommun.

### Juni
- 1 juni – Flera medlemmar av kungahuset i Nepal dödas i ett familjedrama.
- 7 juni – Labour behåller regeringsmakten efter parlamentsvalet i Storbritannien.

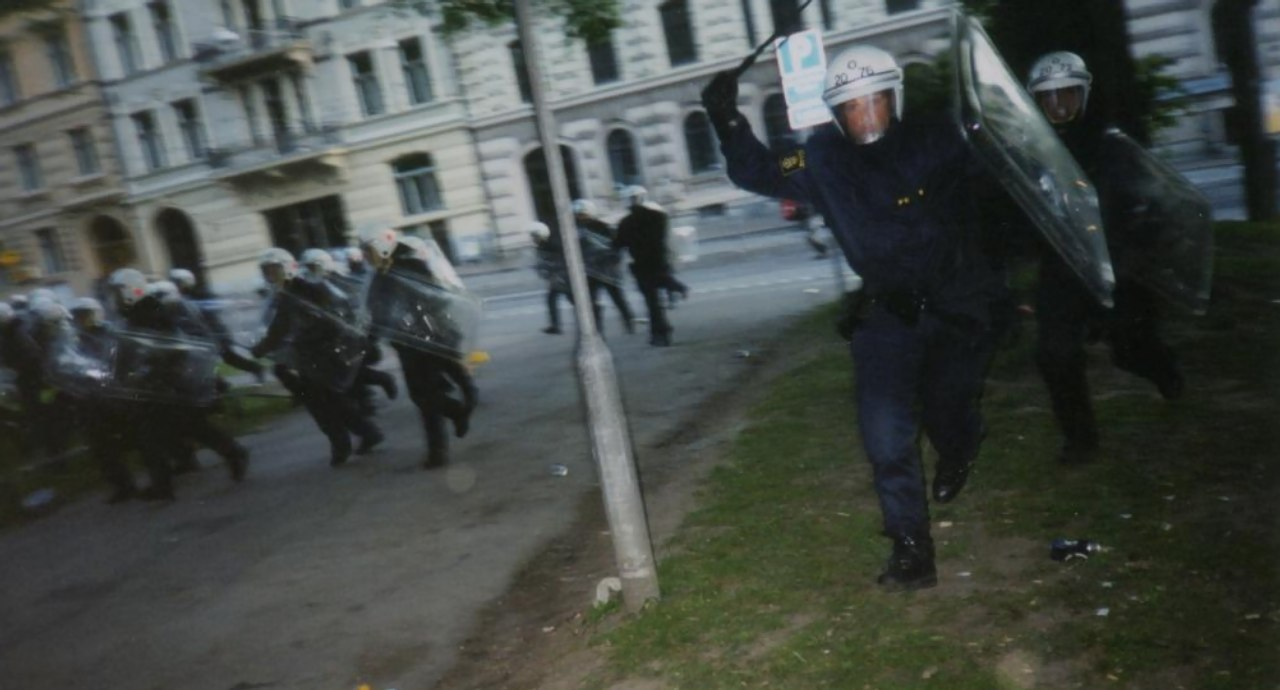
Göteborgskravallerna inträffar 14-16 juni.

- 14 juni – EU-toppmötet i Göteborg inleds. Samma helg sker flera stora demonstrationer mot mötet. Kravaller utbryter vid några av manifestationerna. Under de så kallade Göteborgskravallerna (14 – 16 juni) omhändertas cirka 1.000 personer av polisen och 80 förs till sjukhus. Butiker och offentliga platser förstörs. En ung man skjuts av polisen och blir allvarligt skadad, men överlever. USA:s president George W. Bush besöker Sverige under toppmötet, vilket är första gången en sittande amerikansk president besöker landet.
- 19 juni – En amerikansk robot träffar en fotbollsplan i norra Irak (Tel Afr County), vilket dödar 23 människor och sårar 11. Enligt USA var det en irakisk robot som slutade fungera.[5]-
- 23 juni – En jordbävning i Peru dödar minst 47 personer, och berör även Bolivia och Chile [1].

### Juli
- 1 juli – Sverige får ny medborgarskapslag som underlättar bland annat för barn och ungdomar att bli svenska medborgare. Svenska medborgare som förvärvar medborgarskap i ett annat land får behålla sitt svenska medborgarskap om det andra landet inte kräver att de avsäger sig det svenska medborgarskapet. Den som blir svensk medborgare får också behålla sitt utländska medborgarskap om lagen i det andra landet tillåter.
- 1 juli – I Sverige upphör "Tomtebodaskolans resurscenter" som egen myndighet och införlivas såsom Resurscenter syn i den nya myndigheten "Specialpedagogiska institutet".
- 18 juli – SAS och det danska flygbolaget Maersk fälls av EU-kommissionen för kartellbildning.
- 25 juli – Rött regn i Kerala
- 28 juli – Alejandro Toledo Manrique blir vald till president i Peru.
- 28 juli–5 augusti – Sveriges första stora nationella och internationella scoutläger, SCOUT 2001, anordnas i Rinkaby utanför Kristianstad.
- 31 juli – Nordea köper Postgirot.

### Augusti
- 13 augusti – Ohridavtalet skrivs på.
- 15 augusti – Christina Jutterström blir ny VD för SVT
- 24 augusti – Windows XP lanseras av Microsoft.
- 25 augusti – Den 22-åriga amerikanska sångerskan Aaliyah omkommer när hennes privatplan störtar strax efter start i Marsh Harbour på Bahamas.
- 31 augusti – USA:s president George W. Bush meddelar till USA:s kongress att USA:s styrkor skall närvara i Östtimor åtminstone till december 2001, kanske även under 2002 [6].
- Världskonferensen mot rasism 2001 hålls.

### September

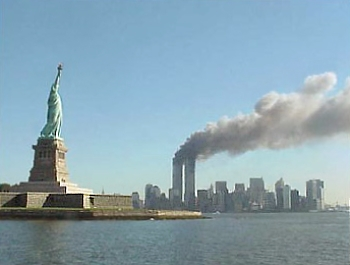
11 september-attackerna genomförs i New York av den islamistiska terrororganisationen al-Qaida.

- 3 september – USA, Kanada och Israel dra sig ur FN-konferensen om rasism eftersom de anser att frågan om sionismen är nog understrykas.[förtydliga]
- 10 september – Stortingsvalet i Norge 2001
- 11 september – 11 september-attackerna: USA utsätts för de värsta terroristattackerna någonsin, på amerikanskt territorium, då två flygplan flygs in i World Trade Center i New York och ett i försvarshögkvarteret Pentagon i Washington, D.C. 2 996 människor omkommer i dessa attacker.
- 21 september – I Toulouse, Frankrike exploderar en kemisk fabrik som dödar 29 och sårar över 2500
- 23 september – Den eritreansk-svenske journalisten, författaren och dramatikern Dawit Isaak har sedan denna dag hållits i fängelse i Eritrea utan rättegång.
- 24 september – USA:s president George W. Bush meddelar till USA:s kongress att han anlitat de amerikanska trupperna i USA:s kamp mot terrorism [6].
- 27 september – Zugmassakern

### Oktober

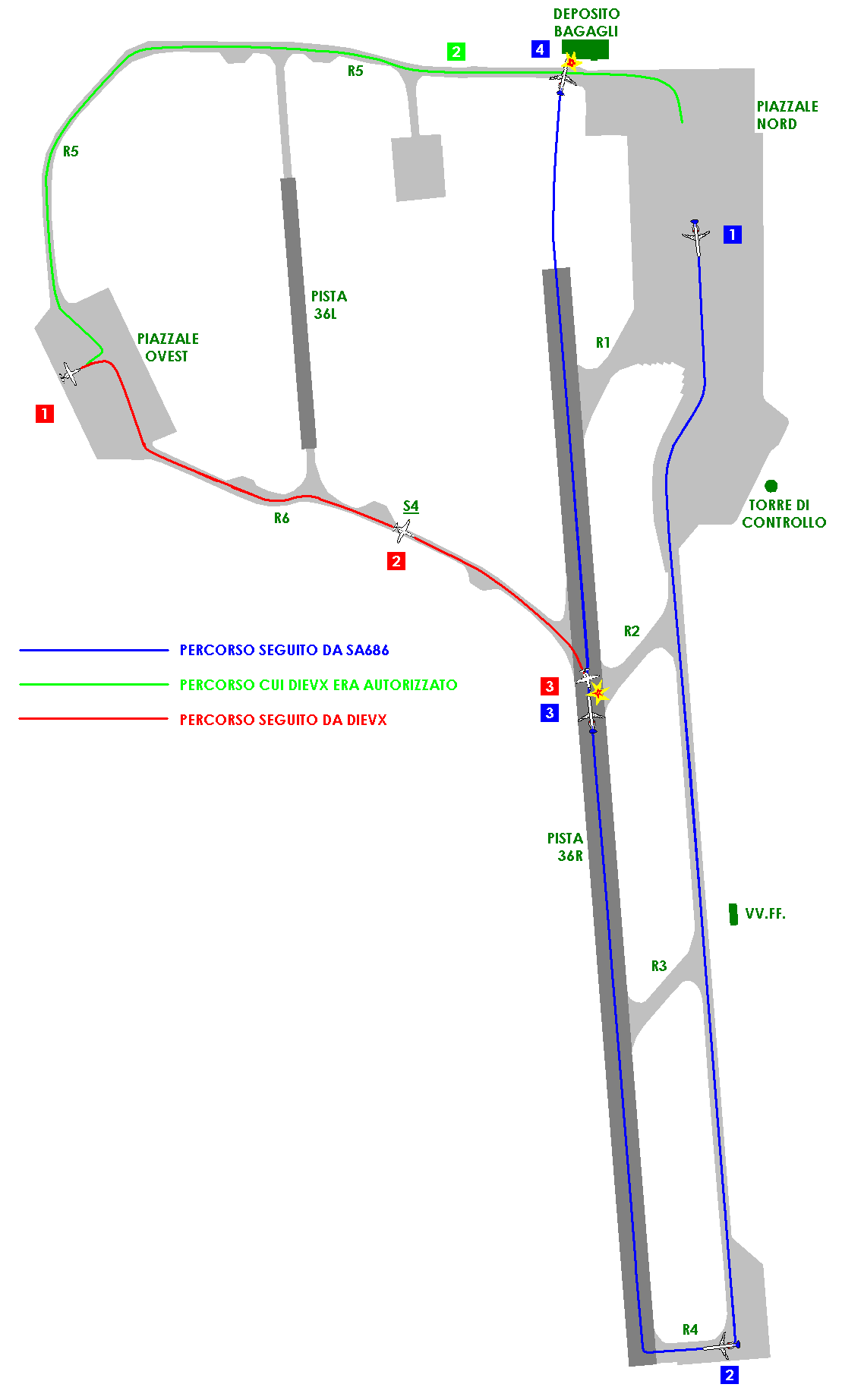
Linateolyckan.

- 4 oktober – Det första fallet av mjältbrand tillkännages av amerikanska myndigheter.
- 7 oktober – USA anfaller Afghanistan [6].
- 8 oktober – En flygolycka inträffar på Milano-Linate flygplats, varvid 118 personer omkommer.
- 21 oktober – Hammarby IF vinner sitt första SM-guld i fotboll någonsin.
- 23 oktober – Ipoden introduceras av Apple.
- 25 oktober – Windows XP släpps för allmänheten

### November
- 10 november – Vid ett jordskred i Algeriet dödas runt 900 människor.
- 12 november
  - American Airlines Flight 587 havererar vid Belle Harbor i stadsdelen Queens, New York City. Alla ombord omkommer.
  - En av Sveriges äldsta kyrkor, Södra Råda kyrka vid Gullspång, brinner ner i en anlagd brand.

### December
- 10 december – Nobelpriset firar hundraårsjubileum med 161 tidigare pristagare speciellt inbjudna.
- 11 december – Kina går med i Världshandelsorganisationen.
- 13 december – Attacken mot Indiens parlament 2001
- 22 december – "Skobombaren" Richard Reid försöker spränga hål i ett American Airlines-flygplan mellan Paris och Miami med sprängämnen dolda i sin skoskula, men förhindras av flygvärdinnor och övriga passagerare.
- 31 december – Med anledning av Margaretha Krooks död läses Nyårsklockan på Skansens nyårsfirande av Jan Malmsjö.

### Okänt datum
- De svenska Arbetarskyddsstyrelsen och Yrkesinspektionen ombildas till Arbetsmiljöverket.
- Det svenska Försvarets materielverk (FMV) får tillåtelse att ingå militära överenskommelser med andra EU-länder.
- Tre svenska medborgare finns på FN:s lista över misstänkta terrorister efter 11 september-attackerna. De får sina ekonomiska tillgångar spärrade.

## Födda

### Första kvartalet

#### Januari
- 4 januari – Albert Johansson, svensk ishockeyspelare.
- 5 januari – Tilde Johansson, svensk friidrottare.
- 21 januari – Jackson Brundage, amerikansk barnskådespelare.
- 28 januari – Katharine Berkoff, amerikansk simmare.
- 30 januari – Curtis Jones, engelsk fotbollsspelare.

#### Februari
- 9 februari – Dylan Cozens, kanadensisk ishockeyspelare.
- 13 februari – Kaapo Kakko, finländsk ishockeyspelare.

#### Mars
- 24 mars – Hannah Bilka, amerikansk ishockeyspelare.

### Andra kvartalet

#### April
- 6 april
  - Tobias Björnfot, svensk ishockeyspelare.
  - Moritz Seider, tysk ishockeyspelare

#### Maj
- 14 maj – Jack Hughes, amerikansk ishockeyspelare.
- 31 maj – Helene Marie Fossesholm, norsk längdskidåkare.

#### Juni
- 6 juni
  - Rayan Aït-Nouri, fransk-algerisk fotbollsspelare.
  - Cole Hocker, amerikansk friidrottare.
- 19 juni – Victoria Mayer, argentinsk volleybollspelare.
- 25 juni – Philip Broberg, svensk ishockeyspelare.

### Tredje kvartalet

#### Juli
- 10 juli – Isabela Moner, amerikansk skådespelare.
- 29 juli – Nova Miller, svensk sångerska och låtskrivare.
- 31 juli – Tea Stjärne, svensk barnskådespelerska.

#### Augusti
- 16 augusti – Jannik Sinner, italiensk tennisspelare.

#### September
- 19 september – Jaroslava Mahutjich, ukrainsk friidrottare.

### Fjärde kvartalet

#### Oktober
- 3 oktober – Anton Lundell, finländsk ishockeyspelare.
- 5 oktober – Jonatan Hellvig, svensk beachvolleybollspelare.
- 11 oktober – Alexis Lafrenière, kanadensisk ishockeyspelare.
- 13 oktober – Caleb McLaughlin, amerikansk skådespelare.
- 14 oktober – Rowan Blanchard, amerikansk skådespelare.
- 25 oktober – Prinsessan Elisabeth av Belgien.

#### November
- 25 november – Adrian Weinberg, amerikansk vattenpolospelare.
- 28 november – Brandon Boston Jr., amerikansk basketspelare.

#### December
- 1 december – Aiko, dotter till Japans kejsare.
- 16 december – Sebastian Croft, brittisk skådespelare.
- 18 december – Billie Eilish, amerikansk sångerska.
- 20 december – David Åhman, svensk beachvolleybollspelare.
- 25 december – Aleksandra Kałucka, polsk sportklättrare.
- 26 december – Charlize Andrews, australisk vattenpolospelare.

## Avlidna

### Första kvartalet

#### Januari
- 2 januari – William P. Rogers, 87, amerikansk republikansk politiker.
- 12 januari – William Hewlett, 87, en av grundarna av Hewlett-Packard.
- 15 januari – Kaija Sirén, 80, finländsk arkitekt.
- 16 januari – Laurent-Désiré Kabila, 61, president i Kongo-Kinshasa (mördad).
- 20 januari – Karin Nordgren, 81, svensk skådespelare.
- 23 januari – Heinz Hopf, 66, svensk skådespelare.
- 30 januari – Jean-Pierre Aumont, 90, fransk skådespelare.
- 31 januari – Gordon R. Dickson, 77, kanadensisk science fiction-författare.

#### Februari
- 4 februari
  - Iannis Xenakis, 78, grekisk-fransk kompositör, Polarpristagare 1999.
  - J.J. Johnson, 77, amerikansk jazzmusiker.
- 18 februari
  - Balthus, 92, fransk målare.
  - Dale Earnhardt, 49, amerikansk racerförare.
- 19 februari – Roland "Rolle" Stoltz, 69, svensk ishockeyspelare.
- 20 februari – Charles Trenet, 87, fransk vissångare.
- 22 februari – Seppo Salo, 54, finländsk matematiker.
- 24 februari – Claude Shannon, 84, amerikansk ingenjör, grundlade den moderna kommunikationsteorin och informationsteorin.

#### Mars
- 2 mars
  - Sándor Kopácsi, 78, ungersk polis och politisk aktivist.
  - William Stratton, 87, amerikansk republikansk politiker, guvernör i Illinois 1953–1961.
- 4 mars – Harold Stassen, 93, amerikansk militär och politiker.
- 7 mars – Ove Tjernberg, 72, svensk skådespelare.
- 8 mars – Ninette de Valois, 102, brittisk ballerina och koreograf.
- 12 mars – Robert Ludlum, 73, amerikansk författare.
- 15 mars
  - Henrik Schildt, 86, svensk skådespelare.
  - Ann Sothern, 92, amerikansk skådespelare.
- 17 mars – Ingrid Borthen, 87, svensk skådespelare.
- 18 mars – John Phillips, 65, amerikansk musiker, medlem av The Mamas and the Papas.
- 22 mars – William Hanna, 90, amerikansk filmtecknare.
- 24 mars – Birgit Åkesson, 93, svensk koreograf och dansare.
- 28 mars – Mona Krantz, 69, svensk radiokvinna.
- 31 mars – David Rocastle, 33, engelsk fotbollsspelare.

### Andra kvartalet

#### April
- 5 april – Sonya Hedenbratt, 70, svensk jazzsångerska, skådespelare och revyartist.
- 8 april – Marguerite Viby, 91, dansk skådespelare.
- 9 april – Gunnar Hahn, 93, svensk kompositör, arrangör och musiker (pianist).
- 11 april – Sture Holmberg, 75, svensk militär.
- 13 april – Jimmy Logan, 73, brittisk skådespelare.
- 15 april
  - Fanny Gjörup, 39, svensk skådespelare.
  - Joey Ramone, 49, amerikansk musiker, sångare i The Ramones.
- 22 april – Anna Sjödahl, 66, svensk konstnär.
- 25 april – Michele Alboreto, 44, italiensk racerförare.
- 26 april – Betty Bjurström, 77, svensk varietédansös och skådespelare.

#### Maj
- 1 maj – Elsa Prawitz, 69, svensk skådespelare, manusförfattare och musiktextförfattare.
- 4 maj – Arne Sucksdorff, 84, svensk regissör, manusförfattare, fotograf och dokumentärfilmare.
- 7 maj – Margaretha Krook, 75, svensk skådespelare.
- 9 maj – Marie Cardinal, 72, fransk författare.
- 11 maj
  - Douglas Adams, 49, engelsk författare.
  - Lorentz Hedman, 57, svensk journalist.
- 12 maj – Perry Como, 88, amerikansk sångare.
- 16 maj – Brian Pendleton, 57, brittisk musiker, gitarrist i The Pretty Things.
- 24 maj – Johannes Bergh, 68, norsk jazzhistoriker, musikproducent och journalist.
- 26 maj – Vittorio Brambilla, 63, italiensk racerförare.

#### Juni
- 3 juni
  - Andrea Prader, 81, schweizisk barnläkare och endokrinolog.
  - Anthony Quinn, 86, mexikansk-amerikansk skådespelare.
- 6 juni – Ami Priyono, 61, indonesisk skådespelare.
- 8 juni – Nathaniel Rochester, 82, amerikansk forskare inom artificiell intelligens.
- 11 juni – Timothy McVeigh, 33, amerikansk militär och terrorist (avrättad).
- 12 juni – Nkem Nwankwo, 65, nigeriansk författare.
- 13 juni – Siegfried Naumann, 81, svensk kompositör och dirigent.
- 21 juni – John Lee Hooker, 88, amerikansk bluesgitarrist.
- 27 juni – Jack Lemmon, 76, amerikansk skådespelare och regissör.
- 27 juni – Tove Jansson, 86, finlandssvensk författare och konstnär (mumintrollen).
- 29 juni – Rolf Larsson, 63, svensk skådespelare och regissör.
- 30 juni
  - Stephen Ailes, 89, amerikansk advokat och politiker, USA:s arméminister 1964–1965.
  - Chet Atkins, 77, amerikansk gitarrist.

### Tredje kvartalet

#### Juli
- 5 juli – Hannelore Kohl, 68, tysk, f.d. förbundskanslern Helmut Kohls hustru.
- 13 juli – Åse-Marie Nesse, 67, norsk poet och översättare.
- 20 juli – Carlo Giuliani, 23, italiensk demonstrant.
- 25 juli – Phoolan Devi, 37, indisk politiker (Samajwadi Party) och brottsling.
- 30 juli – Anton Schwarzkopf, 77, tysk berg- och dalbanekonstruktör.
- 31 juli – Poul Anderson, 74, amerikansk science fiction-författare.

#### Augusti
- 3 augusti – Lars Johan Werle, 75, svensk kompositör, arrangör av filmmusik.
- 6 augusti
  - Wilhelm Mohnke, 90, tysk SS-officer.
  - Larry Adler, 87, amerikansk munspelsvirtuos.
- 12 augusti – Walter Walker, 88, brittisk militär.
- 16 augusti – Christina Lundquist, 68, svensk skådespelare.
- 17 augusti – Betty Everett, 61, amerikansk sångerska.
- 20 augusti – Fred Hoyle, 86, brittisk astronom och science fiction-författare.
- 25 augusti – Aaliyah, 22, amerikansk sångare, skådespelare och modell.

#### September
- 2 september – Christiaan Barnard, 78, sydafrikansk hjärtkirurg.
- 13 september – Dorothy McGuire, 85, amerikansk skådespelare.
- 22 september – Isaac Stern, 81, ukrainsk-amerikansk violinist.
- 25 september – Vanja Rodefeldt, 75, svensk skådespelare.
- 28 september – Stig Törnblom, 57, svensk skådespelare.

### Fjärde kvartalet

#### Oktober
- 3 oktober – Helge Zimdal, 98, svensk arkitekt.
- 5 oktober
  - Emilie Schindler, 93, österrikisk-tysk författare.
  - Mike Mansfield, 98, amerikansk demokratisk politiker och diplomat.
- 6 oktober – Axel Düberg, 73, svensk skådespelare.
- 8 oktober – Christer Forsman, 43, svensk företagare, grundare av Candyking.
- 9 oktober – Herbert Ross, 74, amerikansk filmregissör, filmproducent, koreograf och skådespelare.
- 10 oktober – Eddie Futch, 90, amerikansk boxningstränare.
- 11 oktober – Sven Gillsäter, 80, svensk filmare, fotograf, författare, manusförfattare och kortfilmsregissör.
- 12 oktober – Elly Holmberg, 97, svensk dansare.
- 17 oktober – Jay Livingston, 86, amerikansk filmmusikkompositör.
- 20 oktober – Carl-Gösta Norderup, 77, svensk militär.
- 22 oktober
  - Bengt Järrel, 79, svensk regissör, skådespelare och sångare.
  - Bertie Mee, 82, engelsk fotbollstränare och -spelare.
- 23 oktober – Julie Bernby, 83, svensk skådespelare, sångerska, författare och sångtextförfattare.
- 25 oktober – Soraya Esfandiary, 69, tidigare persisk drottning.

#### November
- 2 november – Bo Hederström, 89, svensk skådespelare.
- 3 november – Viveka Seldahl, 57, svensk skådespelerska.
- 16 november – Sven Arvor, 94, svensk skådespelare.
- 17 november – Harrison A. Williams, 81, amerikansk demokratisk politiker, senator 1959–1982.
- 18 november – Gunnar Hellström, 72, svensk skådespelare och regissör.
- 22 november – Rolf Kauka, 83, tysk serietecknare.
- 27 november – Nils-Aslak Valkeapää, 58, finländsk-samisk författare, musiker och konstnär.
- 29 november – George Harrison, 58, brittisk musiker och en av medlemmarna i The Beatles.

#### December
- 2 december – Palle Granditsky, 77, svensk skådespelare, regissör och teaterchef.
- 10 december – Jim Hughes, 83, amerikansk skådespelare.
- 13 december – Chuck Schuldiner, 34, amerikansk gitarrist och sångare, grundare av bandet Death.
- 14 december – W.G. Sebald, 57, tysk författare.
- 16 december – Stuart Adamson, 43, skotsk sångare och gitarrist.
- 18 december – Gilbert Becaud, 74, fransk sångare.
- 22 december –
  - Jonas Frick, 39, svensk regissör och manusförfattare.
  - Jacques Mayol, 74, fransk fridykare.
- 27 december – Nils Bergström, 80, svensk bandyspelare.
- 29 december – Freddie Hansson, 38, svensk musiker, keyboardist i Noice.

## Nobelpris[7]
- Fysik
  - Eric Cornell, USA
  - Wolfgang Ketterle, Tyskland
  - Carl Wieman, USA
- Kemi
  - William S. Knowles, USA
  - Ryoji Noyori, Japan
  - Karl Barry Sharpless, USA
- Medicin
  - Leland H. Hartwell, USA
  - Tim Hunt, Storbritannien
  - Sir Paul Nurse, Storbritannien
- Litteratur
  - Sir V.S. Naipaul, Storbritannien
- Fred
  - Förenta Nationerna
  - Kofi Annan, Ghana
- Ekonomi
  - George Akerlof, USA
  - Michael Spence, USA
  - Joseph Stiglitz, USA

### Fotnoter
1. 1 2 3 4  Faktakalendern 2006, Semic, 2005
2. ↑  ”ASN Aircraft accident Douglas C-47A-65-DL (DC-3C) YV-224C Ciudad Bolívar”. http://aviation-safety.net/database/record.php?id=20010125-0.
3. ↑  ”Årtal och händelser i Jönköping”. Arkiverad från originalet den 31 juli 2013. https://web.archive.org/web/20130731013728/http://maltell.se/historia/databas/search/kronologiviewmobill2000.php.
4. ↑  ”Hembiträden uppmärksammas”. Arbetaren. 17 februari 2010. Arkiverad från originalet den 6 maj 2011. https://web.archive.org/web/20110506202619/http://www.arbetaren.se/articles/xx20100217-2. Läst 19 mars 2011.
5. ↑  ”NYtimes.com”. http://www.nytimes.com/2001/06/21/world/23-iraqis-reported-killed.html?scp=8&sq=Iraq&st=nyt.
6. 1 2 3  Grimmett, Richard F. (5 oktober 2004). ”Instances of Use of United States Armed Forces Abroad, 1798 – 2004”. Naval History and Heritage Command. https://www.history.navy.mil/research/library/online-reading-room/title-list-alphabetically/i/use-of-armed-forces-abroad-1798-2004.html.
7. ↑  ”Nobelpriset”. https://www.nobelprize.org/prizes/lists/all-nobel-prizes/. Läst 10 april 2011.